# Kolun (Federacja Bośni i Hercegowiny)
Kolun – wieś w Bośni i Hercegowinie, w Federacji Bośni i Hercegowiny, w kantonie bośniacko-podrińskim, w gminie Foča-Ustikolina. W 2013 roku pozostawała niezamieszkana.